# Delitto a New Orleans
Delitto a New Orleans (Murder at the Mardi Gras) è un film per la televisione statunitense del 1978 diretto da Ken Annakin.
È un thriller psicologico con protagonisti Barbi Benton, James Borders e Didi Conn.

## Produzione
Il film, diretto da Ken Annakin su una sceneggiatura di Stanley Ralph Ross, fu prodotto da Matthew N. Herman e Richard Nader per la Paramount Television e The Jozak Company e girato a Fargo in Dakota del Nord, e a New Orleans, New York e Filadelfia.

## Distribuzione
Il film fu trasmesso negli Stati Uniti il 10 maggio 1978 sulla rete televisiva CBS. È stato distribuito anche in Italia con il titolo Delitto a New Orleans.